# 帕克島

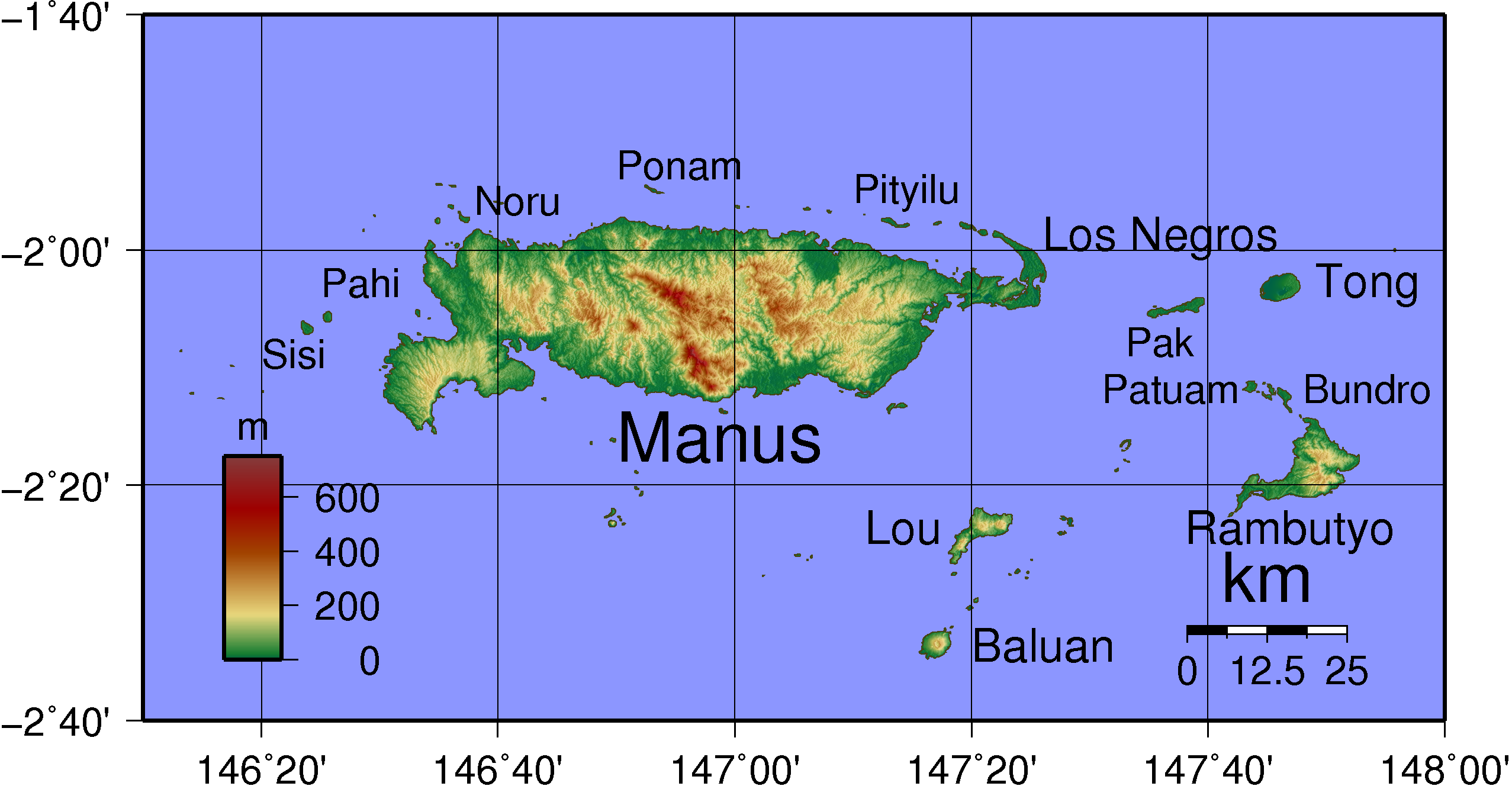

帕克島是巴布亞新畿內亞的島嶼，位於太平洋海域，屬於阿德默勒爾蒂群島的一部分，由馬努斯省負責管轄，長8公里、寬2公里，面積18平方公里，人口約600，該島自公元前1500年有人類居住。